# Manuela Sanz de Santamaría
María Manuela Sanz de Santamaría y Prieto de Salazar o Manuela Santamaría (Santafé de Bogotá 1740-1817) fue una ilustrada, políglota e intelectual neogranadina.
Fue la intelectual más reconocida de Santafé de Bogotá, en el Virreinato de la Nueva Granada (Hoy Colombia), fundadora de la tertulia literaria ”Tertulia del Buen Gusto” durante el siglo XVIII Y principios del XIX.
Apodada "La mujer sabia de la colonia" era uno de los personajes más reconocidos de la época en la ciudad de Santafé.

## Biografía
Nació en una familia aristocrática de Santafé, hija del alcalde de Santafé en 1753 y 1762 Francisco Sanz de Santamaría y de Petronila de Prieto Salazar y Ricaurte reconocidos personajes de la sociedad santafereña. su hermano era José Sanz de Santamaría prócer de Colombia.
Se casó el 20 de diciembre de 1772 con el Francisco Javier González-Manrique y Flórez.
En su casa se reunía la ”Tertulia del Buen Gusto” fundada en 1801, que contribuyó en la historia literaria de Colombia. Allí se abordaban las ideas de la ilustración, el racionalismo y el naturalismo, que inspiraron a la generación de la Independencia. Estas tertulias eran actividades para fomentar el intercambio de ideas y el sano debate, eran círculos literarios sociales de las elites para discutir temas cotidianos, intelectuales y de política. Allí se establecían relaciones políticas, amorosas y construcción de ideologías y movimientos. La tertulia de Manuela estaba hecha para que tanto hombres como mujeres atendieran y compartieran, rompiendo la división de los sexos estrictamente establecida en aquella sociedad colonial. 
A tales reuniones atendían personalidades del momento y poetas como José María Salazar, José Fernández Madrid, Camilo Torres, Francisco Antonio Ulloa, José Miguel Montalvo, Frutos Joaquíny su esposa  Josefa Ballén de Guzmán que era miembro activo, Miguel de Pombo, José María Gutiérrez, entre otras personalidades que posteriormente serían líderes en el movimiento independentista.Aquellas reuniones y tertulias estaban inspiradas en la Academia del Buen Gusto de la marquesa de Sarria Josefa de Zúñiga y Castro.
Por otro lado, es notable la participación constante de mujeres en las tertulias de Manuela, refleja y evidencia la trascendencia de las mujeres en el proceso independentista de Colombia. Aquellas mujeres que acudían a los círculos como Josefa Antonia Baraya, Josefa Ballén de Guzmán y la hija de Manuela, Tomasa González Manrique y Sanz de Santamaría, terminaron participando en las manifestaciones del grito de independencia del 20 de julio de 1810, hasta el punto que Josefa Ballén y Francisca Prieto custodiaron el movimiento de la virreina desde la cárcel hasta el palacio virreinal.Las mujeres de la independencia tejieron vínculos sociales que favorecieron el movimiento independentista desde sus roles “tradicionales” de madres, favoreciendo espacios para la discusión y el debate.
“Doña Manuela no era solamente literata, sino naturalista. Tenía un valioso y curiosísimo gabinete de historia natural, formado y clasificado por ella misma.  De noche se llenaba su salón con todos los literatos de Santa Fe, y pasaban la velada entretenidos en ejercicios literarios, en que tomaban parte doña Manuela y dos hijos suyos, Tomasa y José Angel, que estaban en su primera juventud.” dice José María Vergara y Vergara.
En las reuniones se tocaban diferentes temas científicos, literarios y políticos, algunas veces cambiaban, se tocaban temas prohibidos para la corona española por lo cual acudian a reunirse en secreto.
Era propietaria de una de las bibliotecas de Historia Natural más grandes del virreinato que visitaban tanto locales como extranjeros como el barón Alexander von Humboldt, quien la elogió por el tamaño de su biblioteca y la refería como una dama “amable, culta e interesante”.
Dice José Manuel Groot mencionando al barón de Humboldt “fue a visitarla acompañado de algunos amigos que le habían hablado mucho del talento y luces de doña Manuela, y ésta lo recibió con todas aquellas atenciones que son de suponerse. La conversación, por supuesto, fue de ciencias naturales, en que se lució nuestra literata, que hablaba al barón con desembarazo y suficiencia.  Luego lo introdujo en su pequeño gabinete de historia natural, donde tuvo ella más campo de lucirse disertando sobre cada uno de los objetos que iba presentando al barón”.
Tanto su hija Tomasa Manrique Santamaría, como su prima Francisca Prieto y Ricaurte, eran miembros de dicho círculo. Francisca conoció a su futuro esposo, Camilo Torres, en una de estas tertulias.
Junto con otras tertulias sobresalientes de la época como *La Patriotica* fundada por Antonio Nariño, *La Sociedad de los Sabios* círculo que se reunia en casa de José Sanz de Santamaría, o *Eutropélica* de Manuel del Socorro Rodríguez de la Victoria, la de Manuela Sanz de Santamaría era sobresaliente, era apodada *La mujer sabia de la colonia*.